# St. Francis (Kansas)
St. Francis város az USA Kansas államában, Cheyenne megyében, melynek megyeszékhelye is. Lakosainak száma 1263 fő (2020. április 1.).

## Népesség
A település népességének változása:

| 2010 | 1 329 |
| 2020 | 1 263 |